# التعليم في سلطنة عمان

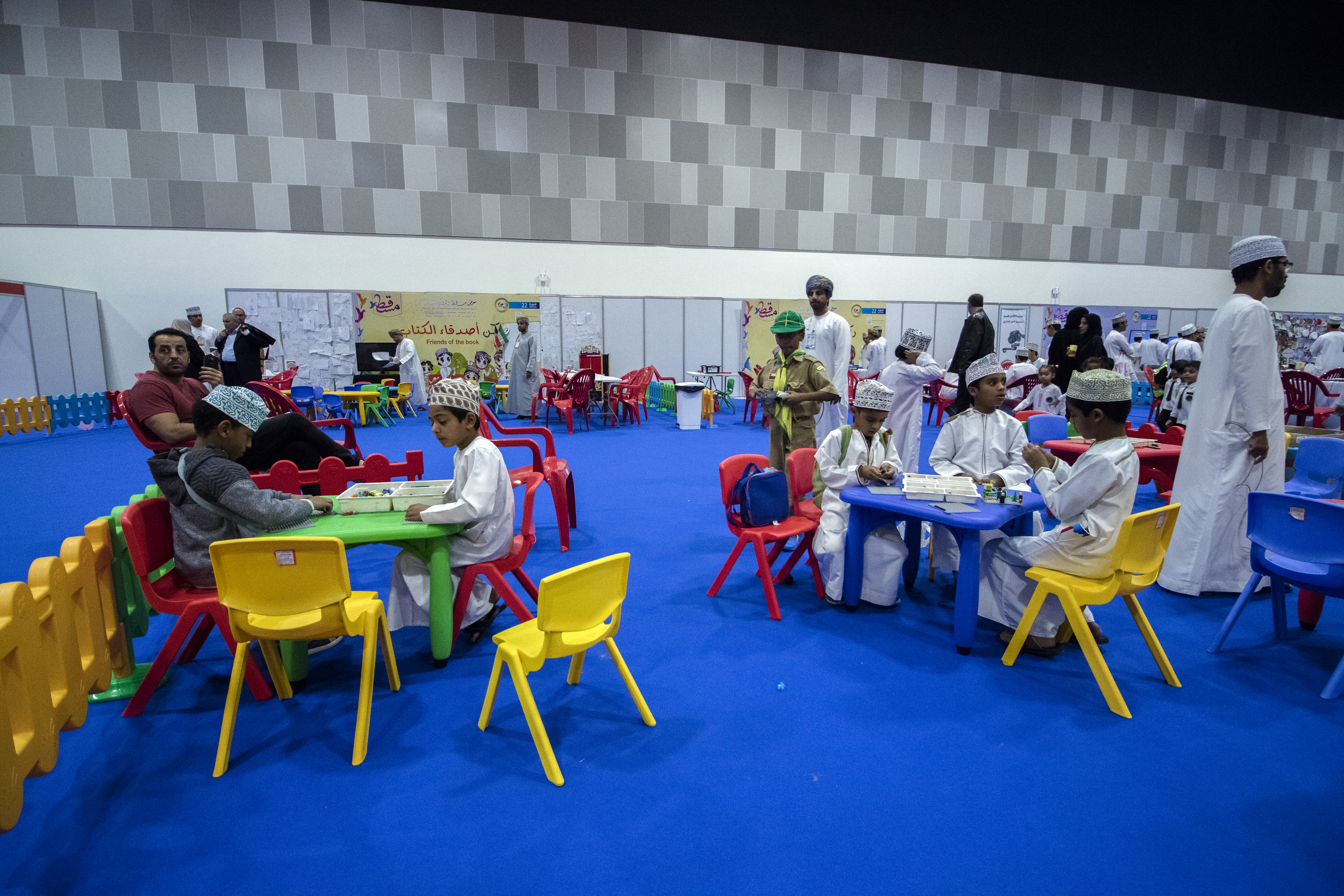
احد المدارس العمانية

التعليم في السلطنة يتنوع بين القطاع حكومي وخاص وتوجد ثلاث مستويات، التعليم العام، التعليم الأساسي، التعليم ما بعد الأساسي، كما يوجد مدارس دولية ومدارس التعليم التخصصية وبرنامج لمحو الأمية.

## مجلس التعليم
صدر المرسوم السلطاني السامي رقم (48/ 2012) بإنشاء مجلس التعليم ليكون امتداداً لمجلس التعليم العالي الذي أنشئ في عام 1998 بالمرسوم السلطاني السامي رقم (65/ 1998).
ويعتبر مجلس التعليم مظلة عامة للتعليم في سلطنة عمان، ولا يقتصر دور المجلس على الجوانب التشريعية ووضع السياسات العامة لقطاع التعليم فحسب، بل يشمل متابعة أداء المؤسسات التعليمية واتخاذ القرارات المناسبة بشأنها.
تشمل مسؤولية الوزارة تطوير سياسات التعليم، وبناء المناهج وتصميم الكتب المدرسية، وتطوير اليات تقويم اداء الطلبة، والاشراف على سير العمل في المدارس، وتقديم الدعم الفني والإداري للهيئات التدريسية والادارية والفنية بالمدارس، كما تعمل المديريات العامة للتربية والتعليم في كافة المحافظات على تنفيذ خطط الوزارة، وتعمل على منح مزيد من الصلاحيات الادارية والمالية لهذه المديريات بشكل تدريجي.

## التعليم الحكومي
تتولى وزارة التربية والتعليم مسؤولية إعداد السياسات التربوية وإدارة النظام التعليمي المدرسي على المستوى الوطني، والإشراف على التعليم الخاص والبرامج النوعية للتعليم مثل: التعليم المستمر والتربية الخاصة والتعليم ما قبل المدرسي بأنواعه، إضافة إلى تطوير المناهج التعليمية، وتوفير الكتب المدرسية، وتسيير نظام التقويم التربوي، والإشراف على المعلمين والموظفين المساندين. وتوجد عشر مديريات موزعة على محافظات السلطنة وإدارة تعليمية بمحافظة الوسطى؛ تتولى مسؤولية تنفيذ سياسات وزارة التربية والتعليم، وإعداد الخطط والموازنات وتوزيع المعلمين والمشرفين على المدارس، ومتابعة أداء المعلمين والموظفين الإداريين. ويقدم التعليم في السلطنة بشكل مجاني في جميع مراحله، كما يتم توفير النقل المجاني للطلاب من وإلى المدرسة. يتكون سلم النظام التعليمي لمرحلة ما قبل التعليم الجامعي في سلطنة عمان من:
- التعليم العام: ومدته 12 عاما دراسيًّا، إلا أن وزارة التربية والتعليم بدأت منذ العام 98/1999 باستبداله تدريجيًّا بنوع آخر من التعليم وهو التعليم الأساسي، حيث من المخطط أن يتم إلغاء التعليم العام مع عام 2015م كجزء من خطة التطوير التدريجي للنظام التعليمي في السلطنة.
- التعليم الأساسي: ومدته عشر سنوات، وتنقسم سنوات التعليم الأساسي إلى حلقتين: الحلقة الأولى من الصف الأول إلى الصف الرابع، والحلقة الثانية من الصف الخامس إلى الصف العاشر.
- التعليم ما بعد الأساسي: ومدته عامان دراسيان للصفين الحادي عشر والثاني عشر، ويتضمن مناهج أساسية وأخرى اختيارية أخذاً في الاعتبار رغبات الطلاب وميولهم وقدراتهم الدراسية
ويهدف إلى الاستمرار في تنمية المهارات الأساسية ومهارات العمل والتخطيط المهني لدى الطلاب بما يهيئهم ليكونوا أعضاء فاعلين في المجتمع، قادرين على الاستفادة من فرص التعليم والتدريب والعمل بعد التعليم المدرسي.
ويبلغ عدد الطلبة في المدارس الحكومية 516891 حسب إحصاءات العام الدراسي 2013/2014، كما تناقصت عدد المدارس التي كانت تعمل بنظام الفترتين من 37% عام 1995 إلى 10% عام 2013/2014. وبلغت نسبة التحاق الطلبة 98% في الحلقة الأولى من التعليم الأساسي و98% في الحلقة الثانية. كما انخفضت في السنوات السابقة معدلات الإعادة وكذلك معدلات الانقطاع عن الدراسة بصورة ملحوظة نتيجة للجهود التي تبذلها الوزارة. وتؤكد المؤشرات الإحصائية التزام السلطنة بتحقيق أهداف التعليم للجميع ومن أهمها تمكين الأطفال من إكمال التعليم الابتدائي، حيث حققت السلطنة ما يزيد عن (98%) من نسب الالتحاق، أما فيما يتعلق بهدف المساواة بين الجنسين في التعليم المدرسي فقد حققت السلطنة ذلك منذ عقدين من الزمن. أما الهدف الخاص بالتوسع في برامج الرعاية والتربية في مرحلة الطفولة المبكرة وتحسينها فقد تمكنت السلطنة من تجاوز النسبة المحددة وهي (25%) لتصل إلى (40%).

## التعليم الخاص
منذ 1970م أتاحت الحكومة العُمانية الفرصة للقطاع الخاص - أفراداً ومؤسسات وشركات – للاستثمار في مجال التعليم من خلال إنشاء المدارس الخاصة التي تقدم خدمات التعليم لأبناء المواطنين والمقيمين بها. وحسب الإحصائيات التعليمية المتوافرة لدى وزارة التربية والتعليم في العام الدراسي (1972 م - 1973 م) كانت توجد بالسلطنة مدرستان خاصتان يتلقى التعليم فيهما ما جملته (115) طالباً وطالبةً موزعين على مرحلة التعليم ما قبل المدرسي والمرحلة الابتدائية، كما بلغ عدد الهيئة التدريسية بالمدرستين (12) معلماً ومعلمةً. ثم استمرت المدارس الخاصة في النمو رأسياً وأفقياً من حيث عدد المدارس ومراحلها الدراسية وأعداد الطلبة المقيدين بها ليصل عدد المدارس (158) مدرسة خاصة في العام (2005 م - 2006 م) يتلقى التعليم فيها عدد يربو قليلاً على ثمانية وعشرين ألف طالباً وطالبةً.

## التعليم العالي
بدأ الاهتمام بالتعليم العالي منذ مطلع النهضة ففي السبعينات أنشئت دائرة المعارف والتي كان قسم الابتعاث الخارجي من أهم أقسامها حيث كان يعتني بالكفاءات العمانية ويبعثها للدراسة خارج السلطنة إلى مختلف الدول الشقيقة والصديقة ليكون هؤلاء المبعوثون النواة التي خرجت عددا كبيرا من العمانيين ممن تقلد المناصب العليا وساهم في مسيرة التنمية والبناء وكان قسم الابتعاث الخارجي هو النواة الأولى التي تأسست منها وزارة التعليم العالي.
ويحرص السلطان العماني في كثير من المحافل على التأكيد على أهمية العلم والمعرفة وضرورة متابعة مستجداتهما وأخذ الصالح المفيد وترك ما لا طائل من ورائه.
وخلال زيارة جلالته لجامعة السلطان قابوس لافتتاح مركز الجامعة الثقافي أشاد جلالته بالنهضة التعليمية التي تحققت في السلطنة ودور مؤسسات التعليم والبحث العلمي في الارتقاء بالنهضة التعليمية في السلطنة.
ولقد تجسد هذا الاهتمام بالتوجيهات السامية بزيادة الاستيعاب في مؤسسات التعليم العالي والبعثات الخارجية والداخلية وزيادة الدعم لطلبة الضمان الاجتماعي والدخل المحدود وما ذلك إلا إدراكا لأهمية العلم والتعلم في بناء الوطن والمواطن لحاضر ومستقبل منير، (.. لذلك أولينا التعليم عناية تامة فأنشأنا المؤسسات الحكومية التي تعنى بجوانب التعليم والبحث العلمي وفتحنا المجال أمام القطاع الخاص بل شجعناه وقدمنا له التسهيلات المناسبة والدعم المادي والمعنوي في هذا الشأن ليعمل القطاعان في إطار المشاركة الهادفة إلى تقديم أفضل المستويات التعليمية لأبنائنا وبناتنا وفق معايير الجودة العالمية).
يأتي التعليم العالي في أرقى سلم المراحل التعليمية، ويشمل كل أنواع التعليم الذي يأتي بعد التعليم المدرسي سواءً كان في الجامعات أو مؤسسات تعليمية أخرى، وللتعليم العالي دور بارز في إعداد الكوادر الوطنية المؤهلة على أعلى مستويات ليكونوا قادرين على المشاركة بفاعلية في دفع حركة التنمية في البلاد.
نظراً للتطور المتسارع على المستوى العالمي والمحلي، فقد أصبح إعداد أجيال من الشباب المتعلم والمؤهل على مستويات عليا ضرورة ملحة تفرضها متطلبات التنمية الشاملة حتى تتوافر للدولة كفاءات ماهرة قادرة على التعامل مع المتغيرات الدولية ومعطيات التكنولوجيا الحديثة، والمقدرة على التفاعل والاستفادة من كل المستجدات لإعداد جيل من الأكاديميين والباحثين والخريجين من ذوي المستويات التعليمية العليا لسد احتياجات السلطنة من الكوادر المتخصصة في المجالات كافة.
كرست الحكومة جهودها منذ بداية النهضة لتحقيق توجيهات السلطان قابوس بن سعيد لنشر التعليم بمختلف مراحله ومستوياته في كافة أنحاء البلاد.
وفي السبعينات وبداية الثمانينات اقتصرت الدراسات فوق الثانوية العامة على البعثات الدراسية الخارجية، والتي لعبت دورا أساسيا في تأهيل وتدريب الكوادر العمانية، وتم تنظيم عملية الابتعاث في تلك الفترة من خلال المراسيم السلطانية التالية:-
- المرسوم السلطاني رقم 7/1973.
- المرسوم السلطاني رقم 22/1977.
- المرسوم السلطاني رقم 13/1985.

وبدأت مؤسسات التعليم العالي في السلطنة بالظهور في بداية الثمانينات بإنشاء المعهد المصرفي العماني (معهد الدراسات المصرفية والمالية، حاليا) في عام 1983م، لإعداد القوى اللازمة للعمل بالقطاع المصرفي، والكليات المتوسطة للمعلمين (كليات العلوم التطبيقية حاليا) في عام 1984م، لإعداد المعلمين حملة الدبلوم فوق التعليم الثانوي.
كما تم في نفس العام افتتاح الكلية الفنية الصناعية (الكلية التقنية العليا حاليا) وذلك لتلبية حاجات السوق المحلي من التخصصات المهنية، كما تم في تلك الفترة إنشاء بعض المعاهد الصحية لإعداد الممرضين العمانيين للعمل بالمستشفيات الحكومية، كما تم في عام 1986م افتتاح معهد القضاء الشرعي والوعظ والإرشاد (معهد العلوم الشرعية حاليا) لإعداد وتأهيل القضاة والدعاة
وتوجت المسيرة التعليمية في السلطنة بافتتاح جامعة السلطان قابوس في عام 1986م.
وتقوم وزارة التعليم العالي منذ إنشائها في عام 1994 بالمرسوم السلطاني رقم (2/1994) بالعمل على النهوض بالتعليم العالي في السلطنة، حيث توسعت قاعدة مؤسسات التعليم العالي لتشمل مجالات مختلفة وتخصصات متعددة تلبي احتياجات التنمية الشاملة وسوق العمل، ولم يكن هذا التوسع محصوراً على التعليم العالي الحكومي بل كان للقطاع الخاص العماني الإسهامات الملموسة، بعد أن أتيحت له الفرصة للاستثمار في هذا المجال فقام بإنشاء جامعات وكليات خاصة للمساهمة في احتياجات السلطنة من الكوادر المؤهلة علميا وفنيا، وقد مكن ذلك من تظافر الجهود لاتساع مظلة التعليم العالي الذي يعتبر هدفا وطنيا يسعى الجميع إلى تحقيقه.
يمكن تصنيف التعليم العالي في السلطنة التعليم العالي الحكومي والتعليم العالي الخاص ويضم التعليم العالي الحكومي جامعة السلطان قابوس وكليات العلوم التطبيقية، والتعليم التقني والمهني، والتعليم الصحي.
وتتمتع جامعة السلطان قابوس باستقلالية تامة في إدارة شؤونها الأكاديمية والإدارية والمالية، في حين تتولى مجموعة من الوزارات والجهات الأخرى التخطيط والإشراف على مؤسسات التعليم العالي الحكومية، ولديها صلاحيات منح الدرجات العلمية وهي: وزارة التعليم العالي، ووزارة الصحة، ووزارة القوى العاملة، ووزارة الأوقاف والشؤون الدينية والبنك المركزي العماني ووزارة الدفاع وشرطة عمان السلطانية.
وبما أن مؤسسات التعليم العالي تتبع عدة جهات اختصاصية ولكون عملية وضع السياسات وتنسيق الإجراءات فيما بين هذه المؤسسات ضرورية، فقد كان حتميا إيجاد مظلة واحدة تقوم بتلك المهمة، لذلك جاء إنشاء مجلس التعليم العالي بالمرسوم السلطاني رقم (65/98).وصدر المرسوم السلطاني رقم 48/2012 بتشكيل مجلس للتعليم ليحل محل مجلس التعليم العالي،. وحدد اختصاصاته على وجه الخصوص رسم السياسة العامة للتعليم بمختلف أنواعه ومراحله، والعمل على توجيه التعليم بما يتفق والسياسة العامة للدولة ومتطلبات التنمية الشاملة، وبما يؤدي إلى تحقيق الأهداف الثقافية والاجتماعية والاقتصادية والعلمية للسلطنة، ووضع إستراتيجية للتعليم في إطار السياسة العامة للدولة بالتنسيق مع الجهات المختصة، والعمل على متابعة تنفيذها.وقدم المجلس خلال سنواته الماضية الكثير من الإنجازات، متضمنا المبادرة لإعداد إستراتيجية التعليم، ، وسن التشريعات، والنظم، وتشجيع القطاع الخاص للاستثمار في إنشاء الجامعات والكليات وتأسيس الهيئة العمانية للاعتماد الأكاديمي، والتوصية بإنشاء مركز للقبول الموحد، والمركز الوطني للتوجيه المهني، وغيرها من المشاريع المهمة التي تدفع بمسيرة حركة التعليم بالسلطنة.
وفي عام 1994م أنشأت وزارة التعليم العالي بموجب المرسوم السلطاني رقم 2/94 لتتولى تنفيذ الخطط والبرامج في المجالات التربوية والتعليمية والعلمية من خلال مؤسسات التعليم العالي التي تشرف عليها. -
تم تحويل كليات التربية إلى كليات للعلوم التطبيقية لتقدم برامج وتخصصات يحتاج إليها سوق العمل، بناء على قرار من مجلس التعليم العالي رقم (3/1/2004) الذي حدد الأدوار المستقبلية لكليات التربية، وبعد ذلك صدر المرسوم السلطاني رقم (62/2007) بتنظيم كليات العلوم التطبيقية. وتقدم هذه الكليات حاليا عدد من البرامج والتخصصات على مستوى البكالوريوس في إدارة الأعمال الدولية، وتقنية المعلومات، والتصميم، ودراسات الاتصال، والهندسة، واللغة الإنجليزية، والتقنية الحيوية التطبيقية.

## التعليم العالي الخاص
في النصف الثاني من التسعينات تم إشراك القطاع الخاص للمساهمة في العملية التعليمية حيث صدر المرسوم السلطاني رقم (41/96) الخاص بإنشاء كليات ومعاهد خاصة. ويعد التعليم العالي الخاص بالسلطنة أحد أهم مؤسسات القبول للطلبة والتي شهدت تنوعاً في البرامج بمختلف المراحل: الدبلوم والبكالوريوس والماجستير، وبتقديم برامج تخدم المجتمع ككل منها المهنية والتقنية والإدارية وتقدم برامج تدريس اللغات (كاللغة الإنجليزية والإسبانية والفرنسية) وترتبط الجامعات والكليات الخاصة بجامعات عالمية معروفة بمكانتها العلمية في أوروبا وأمريكا وأستراليا وغيرها من الدول الأخرى.
ولكون هذه المؤسسات تتمتع بالاستقلالية الأكاديمية والإدارية والمالية ووجود تنافس في تقديم الأفضل لطلابها ولوجود الرغبة في تحديث وتطوير البرامج وتقديم الجديد منها بصورة مستمرة حتى تكون مواكبة لتغيرات العصر وملبية لاحتياجات قطاعات العمل المختلفة فإنها تعمل على استحداث برامج جديدة تسهم في تهيئة الطلبة وتمكنهم من اكتساب المهارات والكفايات المهنية التي تطلبها بيئة العمل.
وعطفا على ذلك فإن هذه المؤسسات تقدم برامج عديدة بعضها لا تتوفر في مؤسسات التعليم العالي الحكومية، تركز بشكل أساسي على التقنيات الحديثة في مجال البرمجيات والشبكات والحاسبات والتخصصات التقنية الدقيقة الأخرى التي مازال قطاع العمل المحلي والإقليمي والدولي في حاجة ماسة إليها، وإلى جانب ذلك هناك اهتمام بتقديم التخصصات الطبية في مجال الطب العام وطب الأسنان والصيدلة والتمريض وتخصصات أخرى نادرة في مجال علوم الهندسة البحرية والبيئية وعلوم التصميم بمختلف أنواعه والإعلام والاتصالات والسياحة، هذا إضافة إلى العلوم المالية والإدارية والموارد البشرية واللغات والآداب وبرامج الرياضة والفنون والموسيقى وغيرها من التخصصات الأخرى، والجدير ذكره أن هناك بعض الكليات تقدم برامج نوعية لا تقدم في المنطقة مما أدى إلى استقطاب طلاب من دول أخرى للتعلم في عمان وهذه ظاهرة جيدة آخذة في الازدياد، وتعمل الوزارة بالتعاون مع الجهات الأخرى والمؤسسات التعليمية لتسهيل استقطاب وتسجيل طلبة من خارج السلطنة في الجامعات والكليات العمانية الخاصة. وهناك توسع مستمر في البرامج ويظهر ذلك جليا في مستهل كل عام أكاديمي جديد. وقد يكون من الصعب تحديد مدى تناسب البرامج مع احتياجات قطاع العمل إلا أن أية جامعة أو كلية تود تقديم برنامجا جديدا عليها أن تقدم من ضمن متطلبات الموافقة على البرنامج وجود ما يثبت حاجة السوق لمخرجات ذلك البرنامج ولكن المعروف أن قطاع العمل في تغير مستمر ويظل الفرد المتعلم والذي يحمل راية المعرفة قادرا على التكيف مع هذه المتغيرات، ومهيئا للتعامل مع بيئات العمل المختلفة وقد أثبتت مخرجات بعض المؤسسات التعليمية تمكنها فعليا من ذلك وهذا دليل على حسن الإعداد والتدريب.
نظرا لوجود حاجة ماسة وطلب مستمر من الطلبة والموظفين العمانيين والمقيمين في استكمال دراستهم العليا فقد تم الموافقة لبعض الجامعات والكليات الخاصة التي تتوفر لديها الإمكانيات والموارد في استضافة وتقديم بعض برامج الماجستير بالتعاون مع جامعات عالمية بحثت كون هي المسؤولة عن تصميم ومتابعة تقديم وتقييم هذه البرامج ومنح الشهادات وتتنوع البرامج المقدمة في فروع مختلفة مثل إدارة الأعمال ونظم المعلومات والهندسة. أما بالنسبة للدكتوراة فهناك طلبات مقدمة إلا أن الوزارة - وبعد التشاور مع الجهات التي ترتبط بها الجامعات الخاصة- ارتأت التريث لحين التأكد من استكمال البنية الأساسية والمتطلبات الرئيسة التي تمكن بعض الجامعات من القيام بهذا الدور وقد تحتاج إلى بعض من الوقت لتكون قادرة ومستعدة استعدادا كاملا بتقديم برامج في الدكتوراه، ومتى تهيأت الظروف الملائمة سيسمح للجامعات لتقديم مثل هذه البرامج.
وبرز خلال الخطط التنموية نجاح الجامعات والكليات الخاصة في طبيعة التنوع الذي شمل توزعها على السلطنة، وتعدد نوعية البرامج المقدمة وزيادة أعداد المؤسسات التعليم العالي. وقد بادرت لجنة مؤسسات التعليم العالي العمانية على إيجاد آلية جديدة لترخيص البرامج الأكاديمية بمؤسسات التعليم العالي لضمان مواكبتها للمتغيرات من خلال تقديم دراسة عن ارتباط البرامج باحتياجات سوق العمل وارتباطها بمتطلباته، ودراستها من قبل لجان أكاديمية متخصصة لتحقيق مزيد من التمحيص فيها وتقديمها بالجودة المرجوة.
وتعمل الوزارة على ضمان جودة المؤسسات والبرامج المقدمة بها ومطابقة معاييرها بالمعايير المعمول بها في الجامعات المرتبط بها، والمعايير والقوانين الصادرة من الوزارة والهيئة العمانية للاعتماد الأكاديمي بالسلطنة كل ذلك لضمان أن تكون أنظمة التعليم العالي بالسلطنة ذات مستوى يتسم بالسمات العلمية والسمعة الطيبة ولكي يتمكن خريجوها من المنافسة محليا ودوليا، ولكي تحقق الأهداف العليا للعملية التعليمية، ومن ثم تحقيق أهدف السلطنة التنموية والاقتصادية.
وتعمل الوزارة على وضع التشريعات واللوائح والنظم، وتقوم بالزيارات الدورية للمتابعة والتأكيد على ضمان وجودة الأداء في الجامعات والكليات الخاصة، وينبغي الإشارة هنا إلى أنه لا يمكنها أن تكون رقيباً على كل جوانب الأداء اليومي، ومن هنا فإن الوزارة تؤكد أن مسألة تحقيق الجودة هي شأن يتعلق بهذه المؤسسات ومدى التزامها بتوفير العناصر اللازمة لضمان الجودة وبالأخص ما يتعلق بالبرامج والمصادر والمختبرات وكفاءة أعضاء الهيئة الأكاديمية والمساندة، ، ومدى تعاون الإدارة على تحقيق ذلك بما يتلاءم مع المتطلبات الضرورية للأداء المهني والإداري للجامعات والكليات الخاصة.

## الجامعات الحكومية
- جامعة السلطان قابوس[6]
- جامعة عُمان

## الجامعات الخاصة
- جامعة ظفار[7]
- جامعة صحار[8]
- جامعة نزوى
- جامعة الشرقية
- جامعة البريمي
- الجامعة الألمانية للتكنولوجيا
- الجامعة العربية المفتوحة

### الكليات
- كلية عُمان الطبية
- الكلية الحديثة
- كلية الزهراء
- كلية عُمان للسياحة
- كلية مزون الجامعية
- كلية عُمان البحرية الدولية
- كلية التقنية العليا
- كلية العلوم الشرعية
- كلية كالدونيان الهندسية
- كليات العلوم التطبيقية
- كلية الشرق الأوسط لتقنية المعلومات
- كلية البريمي الجامعية
- كلية البيان
- كلية هندسة الإطفاء والسلامة
- الكلية الحديثة للتجارة والعلوم
- كلية مسقط
- كلية مجان
- كلية صور الجامعية
- كليات ولجات للعلوم التطبيقية
- الكلية العلمية للتصميم
- كلية عُمان للإدارة والتكنولوجيا
- كلية الخليج
- كلية عُمان لطب الأسنان
- كلية صلالة للتكنولوجيا
- كلية الدراسات المصرفية والمالية
- كلية عمان للعلوم الصحية

## برنامج محو الأمية
لقد كان محو الأمية هدفا أساسيا لحكومة سلطنة عمان، لذا فمنذ عام 1970م، سارت عملية محو أمية الكبار جنبا إلى جنب مع نشر التعليم بين الصغار وتبلغ نسبة الأمية في عمان 9,1 % في الفئة العمرية من 15 إلى 45 سنة وذلك وفقا للإحصائيات النهائية للتعداد العام للسكان والمساكن والمنشآت الذي أجري عام 2003 م،
أما أحدث المؤشرات غير النهائية بعد فتشير إلى أن نسبة الأمية مع نهاية عام 2006 م من المتوقع أن تنخفض إلى 7.2% لنفس الفئة العمرية، وهي نسبة معتدلة مقارنة بالدول التي تعيش ظروفا تتشابه مع ظروف السلطنة، لكن الجيد أن هذه النسبة أقل بكثير عما كان عليه الحال قبل ثلاثين عاما. إن ذلك يعني نجاح برامج محو الأمية في سلطنة عمان. إن الهدف الاستراتيجي المرحلي الراهن على صعيد محو الأمية هو تحقيق تحسين بنسبة 50% في المئة أو تزيد في مستويات محو أمية الكبار بحلول عام 2015 ولاسيما لصالح النساء، بمعنى أن الخطط التربوية الحالية تسعى إلى تخفيض العدد الحالي من الأميين في السلطنة إلى النصف مع حلول عام 2015، وذلك تنفيذا من السلطنة لالتزاماتها الدولية التي وقعت عليها في مؤتمرات دولية تبنتها اليونسكو، ومنها مؤتمر التعليم للجميع والذي عقد بداكار عام 2000م والذي أوصى بتحقيق تلك النسبة من محو الأمية بحلول عام 2015 م.
بدأت مسيرة محو الأمية بالسلطنة في العام الدراسي 73 / 74 حيث تم افتتاح مجموعة من شُعب تدريس محو الأمية في عدد من مدارس التعليم العام القائمة. تلا هذه الخطوة صدور القرار الوزاري رقم (302) لسنة 1975م بإصدار نظام محو الأمية والذي جرى تعديله عام 1981م، وذلك انطلاقا من فلسفة التربية العمانية التي تقوم على المساواة بين المواطنين في الحقوق والواجبات ومبدأ تكافؤ الفرص للجميع صغارا وكبارا، وقد عرّف النظام المشار إليه الأمي بأنه «كل شخص تعدى سن العاشرة وليس منتظما في أي مؤسسة تعليمية ولم يصل إلى المستوى الوظيفي في القراءة والكتابة باللغة العربية والحساب والمعارف الأخرى» كما حدد النظام الحد الأدنى للمستوى الوظيفي بالقدرة على قراءة صحيحة يومية بفهم وطلاقة والقدرة على كتابة فقرة صحيحة وعلى التعبير الكتابي عن فكرة تعبيرا واضحا وبالقدرة على قراءة الأعداد وكتابتها وإجراء العمليات الحسابية الأساسية التي تتطلبها حياة الفرد اليومية.
بجوار فتح فصول للدارسين بمراكز محو الأمية، طبقت الوزارة عددا من البرامج التعليمية الموجهة لمحو أمية شرائح اجتماعية معينة، إلا أنه مهما كانت الشريحة الاجتماعية التي تم استهدافها لمحو أميتها، فقد تم تزويد المتحررين من الأمية دوما بمجموعة من الكتب حملت مسمى مكتبة الراشدين، وهي كتب في مجالات تثقيفية مختلفة هدفت إلى تحفيز المتحررين من الأمية لمواصلة القراءة الحرة.

### (مكتبة الراشدين)
تم هذا المشروع عام 1981 بالتعاون بين وزارة التربية والتعليم ومشروع اليونسكو التربوي بهدف إعداد كتيبات للقراءة والإطلاع للمتحررين من الأمية، وهي تعتبر مرحلة من مراحل المتابعة العامة.
ومن مسوغات قيام هذا المشروع أن المتحررين من الأمية الذين لم يتمكنوا من مواصلة دراستهم إلى المراحل الأعلى لسبب أو لآخر يرتدون إلى الأمية مرة أخرى ، لافتقارهم إلى المواد القرائية التي يمارسون من خلالها ما تعلموه من مهارات ،وقد بدأت مكتبة الراشدين بعدد (16) كتيبا ثم تطورت بعد ذلك حتى بلغت (30) كتيبا، وقد اشتملت هذه الكتيبات على موضوعات شتى – تاريخية – ودينية – وعلمية- وصحية – واجتماعية – أطلقت عليها (مكتبة الراشدين) .